# Barn- och Ungdomspartiet i Sjöbo
Barn- och Ungdomspartiet i Sjöbo (BUPiS eller Bus) var ett lokalt politiskt parti i Sjöbo kommun. Partiet grundades i mars 2006 för att delta i kommunalvalet i Sjöbo kommun. Efter valet 2006 hade partiet två mandat och en plats i familjenämnden och dess arbetsutskott. Partiet åkte ut ur fullmäktige i valet 2010 och ställde inte upp i valet 2014.

## Politik
Några av partiets målsättningar var:
- Mindre barngrupper och fler pedagoger i förskola och skola
- Tidigare insatser för ungdomar i riskzonen
- Aktiv politik mot narkotika, tobak och alkohol
- Skapa en ny Barn-, Fritid- och Myndighetsförvaltning, med mer makt hos rektorer och mindre hos förvaltningen
- Lämna Sydöstra Skånes samarbetskommitté (SÖSK) och söka intensivare samarbete med kommuner i väst
- Göra Sjöbo till en av Sveriges 10 bästa skolkommuner

## Valresultat
| År   | Röster | %    | Mandat  |
| ---- | ------ | ---- | ------- |
| 2006 | 479    | 4,68 | 2 av 49 |
| 2010 | 144    | 1,30 | 0 av 49 |